# Szentpéteryné Borsos Klára
Szentpéteryné Borsos Klára; Borsai Mária Klára (Kolozsvár, 1811. – Buda, 1835. január 13.) énekes-színésznő.

## Életútja
1824-ben mint a kolozsvári társulat tagja került Magyarországra. A turnét követően a kassai együttessel lépett fel, ugyanitt ment férjhez 1831. január 23-án Szentpétery Zsigmondhoz. 1833-ban a Kassáról jött együttessel Budán szerepelt egészen haláláig. Prózai előadásokon komikaszerepeket adott elő, operákban kisebb altszólamokat énekelt.
Száraz betegségben hunyt el, melyben nyolc hónapig szenvedett. Temetésén a budai nemzeti színésztársaság teljes számban jelent meg. Nyolc színész fekete magyar ruhában, fáklyafénnyel kísérte koporsóját, melyet nemesi címerével díszítettek. A bécsi kapunál a német színtársulat is gyászdalokat énekelt. Este a magyar társulat nem tartott előadást. Ő volt első halottja a pesti magyar színtársulatnak.

## Fontosabb szerepei
- Berta (Rossini: A szevillai borbély)
- Isaura (Rossini: Tancréd)
- Marcsa (Hirschfeld–Láng Á.–Szentpétery Zs.: Tündérkastély Magyarországon)
- Luca (Kisfaludy Károly: Csalódások)
- Gustmuthné (Bäuerle: Ál-Catalini)